# ГЭС «Белый уголь»
Гидроэлектростанция «Белый уголь» — не действующая в настоящее время малая ГЭС на реке Подкумок в г. Ессентуки, Ставропольский край. Первая промышленная гидроэлектростанция России (пущена в 1903 году). Памятник истории и культуры федерального значения, здание ГЭС используется в качестве музея.
29 января 1903 года Пятигорская городская дума дала разрешение на проведение трамвая в курортный район Провал. Проект предполагал движение вагонов на электрической тяге. Но в регионе не было стабильных источников электроэнергии. До этого в регионе действовали частные электростанции на угле и нефти, снабжавшие электричеством отдельные предприятия и гостиницы. При разработке проекта трамваев и освещения был выбран наиболее дешёвый и экологически чистый способ получения электричества. Было решено построить гидроэлектростанцию.
29.01/11.02.1903 года министром земледелия и государственных имуществ А. С. Ермоловым был утверждён договор с акционерным обществом «Сименс и Гальске» на производство всех сооружений для гидроэлектростанции в 6 км от Ессентуков на реке Подкумок. Представителем фирмы инженером С. М. Фридманом была рассчитана потребность поселений и курорта в электроэнергии (треть — на потребление Пятигорска). Общество обязывалось все работы выполнить до 1 июля 1903 года.
Для строительства ГЭС было выбрано место на реке Подкумок между Кисловодском и Ессентуками. У казачьего общества станицы Ессентукской был выкуплен участок земли на правом берегу реки. Удобные условия местного рельефа и отсутствие необходимого места для устройства водохранилища и определили выбор типа ГЭС. Для подачи воды к турбинам станции от русла реки был вырыт подводящий канал. После прохождения турбин вода поступала обратно в реку. К 29 августа 1903 года основные работы на электростанции были окончены. На следующий день планировалось осуществить первый пуск трамвая в Пятигорске.
Для обслуживания ГЭС были построены жилой дом для обслуживающего персонала и необходимые технические сооружения. В Ессентуках и Кисловодске были построены кирпичные здания трансформаторных станций, которые обеспечивали освещение курортных групп. В трансформаторной Кисловодска было установлено оборудование для электрической тяги трамвая.
Разработка проекта электрификации района Кавказских Минеральных Вод была начата в 1901 году под руководством С. М. Фридмана. В качестве одного из источников энергоснабжения рассматривалось строительство гидроэлектростанции на р. Подкумок, проект которой был разработан инженерами Г. О. Графтио и М. А. Шателеном. Гидроэлектростанция была построена 24 мая 1903 года в течение 3 месяцев и стала первой в России промышленной ГЭС, её мощность составляла 990 л. с. (около 740 кВт). В 1911 году её название было изменено с «Центральная Пятигорская гидроэлектростанция» на ГЭС «Белый уголь».
Пуск ГЭС позволил обеспечить энергоснабжение Кисловодска, Ессентуков, Пятигорска и Железноводска, к которым были проложены ЛЭП напряжением 8 кВ. В сентябре 1903 года в торжественной обстановке в Пятигорске был пущен трамвай. В 1913 году в Пятигорске вошла в строй дизельная электростанция, которая была включена в параллельную работу с ГЭС «Белый уголь». Так под руководством М. А. Шателена была создана первая в России энергосистема — были связаны линиями электропередачи в единую сеть и включены в параллельную работу ГЭС «Белый уголь» и Пятигорская тепловая электростанция.
В 1910-е гг. проблема нехватки электроэнергии усугубилась. Центральная гидравлическая электростанция на р. Подкумок, которая должна была вырабатывать более 600 кВт, на самом деле могла дать только 125 кВт. Две турбины станции работали не на полную мощность, а вопрос установки третьей, под которую было подготовлено место, не рассматривался. При выборе места и проектировании станции не были учтены особенности климата. Не были произведены необходимые исследования по изучению сезонных изменений уровня воды в Подкумке. Электростанция часто простаивала без работы. Летние остановки были связаны с обмелением реки. Предложения об устройстве водохранилища отвергались из-за дороговизны проекта и особенностей грунта: река Подкумок своими водами наносила большое количество песка, ила и мелкой гальки, которые оседая на дно, быстро превратили бы водохранилище в болото. Было принято решение начать строительство тепловой электростанции в Пятигорске. В январе 1913 года движение электрического трамвая в Пятигорске было вновь остановлено. Причиной этому стал замёрзший канал ГЭС.
В ходе Великой Отечественной войны ГЭС оказалась на оккупированной территории и в 1943 году при отступлении немецких войск была разрушена.
В 1945 году ГКО принял решение о полном восстановлении ГЭС «Белый уголь» и выделил для этого средства и оборудование. В работах принимал участие 21-й отдельный учебный танковый полк. Генератор с товарной станции к ГЭС перевозили на танке без башни. 28 сентября 1947 года после восстановления вновь запущена в работу, при этом вместо исторических гидроагрегатов установлены новые, с турбинами производства Уральского завода гидромашин. В 1977 году головное сооружение станции, обеспечивающее забор воды в деривацию, было разрушено сильным паводком, ГЭС была остановлена и законсервирована. В 1989—1990 годах на ГЭС велись восстановительные работы — было отремонтировано оборудование, заменены напорные водоводы, но ввести в эксплуатацию станцию не удалось. В 2002 году очередным паводком было окончательно разрушено водозаборное сооружение. В 2003 году в здании ГЭС был организован музей, в настоящее время сооружения ГЭС «Белый Уголь» находятся на балансе филиала ОАО «МРСК Северного Кавказа» — «Ставропольэнерго».
Конструктивно «Белый уголь» представляет собой деривационную гидроэлектростанцию. В состав сооружений ГЭС входят водозаборное сооружение на р. Подкумок, деривационный канал, напорный бассейн, водоприёмник, два металлических напорных водовода, холостой водосброс, здание ГЭС с двумя горизонтальными гидроагрегатами мощностью по 0,35 МВт.